# Benjamín Chávez
Benjamín Chávez Camacho (Santa Cruz de la Sierra, 17 de febrero de 1971) es un poeta y escritor boliviano.

## Trayectoria
Nació en Santa Cruz de la Sierra y al poco tiempo de nacer su familia se trasladó a Oruro. Allí comenzó a escribir y publicó sus dos primeros libros. Radica en La Paz desde 1999. Estudió Filosofía en la Universidad Mayor de San Andrés y tiene un diplomado en Gestión Cultural otorgado por la Universidad Nuestra Señora de La Paz.
Con su primer libro obtuvo el Premio de Poesía Luis Mendizábal Santa Cruz en 1994. Integró el movimiento poético “15 poetas de Bolivia” y es uno de los fundadores de la Unión Nacional de Poetas y Escritores, UNPE. Obtuvo el Premio Nacional de Poesía Yolanda Bedregal en 2006 y el Premio Edmundo Camargo de Poesía, 2012, así como el Premio Mundial de Crónica Periodística Elizabeth Neuffer otorgado por las Naciones Unidas, por la serie de reportajes publicados en el periódico Página 7, Viaje al corazón de Bolivia, como parte de un equipo de tres reporteros y tres fotógrafos.
Su obra literaria está presente en una treintena antologías de América y Europa. Parte de su obra ha sido traducida al inglés, alemán, italiano, estonio y rumano.
Sobre su obra han escrito Arturo Carrera, Roberto Echavarren, Eduardo Mitre, Reynaldo Jiménez, Pedro Shimose, Rubén Vargas, Edwin Guzmán, Antonio Terán, Vilma Tapia, Carlos Condarco y otros.
Es director del Festival Internacional de Poesía de Bolivia. Es director del suplemento cultural El Duende del periódico La Patria de Oruro. Es coeditor de la revista de literatura La mariposa mundial. Fue editor de la revista cultural Piedra de agua de la Fundación Cultural del Banco Central de Bolivia.

## Obras

### Poesía
- Prehistorias del androide, Oruro, 1994, Premio Luis Mendizábal, Santa Cruz
- Con la misma tijera, Oruro, 1999
- Santo sin devoción, Plural, La Paz, 2000
- Y allá en lo alto un pedazo de cielo, Plural, La Paz, 2003
- Extramuros, Plural/La Mariposa Mundial, La Paz, 2004
- Pequeña librería de viejo, Plural, La Paz, 2007, Premio Nacional de Poesía Yolanda Bedregal
- Manual de contemplación (Antología personal), Plural, La Paz, 2008
- Historia de las invasiones perdidas, Plural, La Paz, 2012
- Arte menor. Antología personal, Ediciones Caletita, Monterrey, México, 2014
- El libro entre los árboles, 2014, Premio Edmundo Camargo
- Cierta perspectiva de eternidad. Antología, Ediciones del Dock, Buenos Aires, 2018
- Sueños ajenos. Antología, San Juan, 2019
- Las invasiones perdidas/ El libro entre los árboles, Colección de Literatura Iberoamericana Primavera Poética, Lima, 2019.
- Poemas (Antología), Lima, 2020

### Novela
- La indiferencia de los patos, 2015

### Ensayo
- Los trabajos y los días, Fundación Zofro, Oruro, 2017
- Hibridismos. Vislumbres sobre el Carnaval de Oruro, 2019

## Reconocimientos
- Premio Nacional de Poesía Yolanda Bedregal 2006  por Pequeña librería de viejo.
- Premio Edmundo Camargo de Poesía 2012.
- Premio Luis Mendizábal Santa Cruz 1994.
- Premio Mundial de Crónica Periodística de las Naciones Unidas por su reportaje Viaje al corazón de Bolivia